# Manuel Cañibe
Manuel Cañibe (* 9. Februar 1930 in Mexiko-Stadt) ist ein ehemaliger mexikanischer Fußballspieler, der vorwiegend im Mittelfeld agierte.

## Laufbahn
Cañibe wurde im Nachwuchsbereich des Club América ausgebildet, für dessen erste Mannschaft er in der Saison 1948/49 in der höchsten mexikanischen Spielklasse debütierte. In den Spielzeiten 1953/54 und 1954/55 gewann er mit den Americanistas den Pokalwettbewerb. Während er im Finale des ersten Triumphes nicht mitwirkte, war er im zweiten Finale am 6. März 1955 nicht nur dabei, sondern erzielte auch das goldene Tor zum 1:0-Sieg gegen den  Erzrivalen Chivas Guadalajara. Außerdem gewann er 1955 mit América auch den Supercup. In der Saison 1955/56 stand Cañibe ebenfalls noch bei América unter Vertrag.

## Erfolge
- Mexikanischer Pokalsieger: 1954, 1955
- Mexikanischer Supercup: 1955